# Departamento de Corrección de Massachusetts
El Departamento de Corrección de Massachusetts (Massachusetts Department of Correction) es una agencia del estado de Massachusetts. Tiene su sede en Milford. El departamento gestiona prisiones.

## Prisiones
- Bay State Correctional Center
- Boston Pre-Release Center
- Bridgewater State Hospital
- Massachusetts Alcohol and Substance Abuse Center
- Massachusetts Treatment Center
- MCI - Cedar Junction
- MCI - Concord
- MCI - Framingham
- MCI - Norfolk
- MCI - Plymouth
- MCI - Shirley
- NCCI/Gardner
- Northeastern Correctional Center
- Old Colony Correctional Center
- Pondville Correctional Center
- Lemuel Shattuck Hospital Correctional Unit
- South Middlesex Correctional Center
- Centro Correccional Souza Baranowski[4]